# 220 pr. n. št.

## Dogodki
- začetek zavezniške vojne v Grčiji.

## Rojstva
- Prusij II. Bitinski († 149 pr. n. št.)

## Smrti
- Konon, grški matematik, astronom (* okoli 280 pr. n. št.)